# Château de Jarnioux
Le château de Jarnioux est un ancien château fort, fondé à la fin du XIIIe siècle ou au début du XIVe siècle, profondément remanié du XVe au XVIIe siècle, qui se dresse sur la commune de Jarnioux dans le département du Rhône en région Auvergne-Rhône-Alpes.
Le château fait l’objet d’une inscription partielle au titre des monuments historiques par arrêté du 16 mai 1966. Seuls l'ensemble des façades et toitures sont inscrits.

## Situation
Le château de Jarnioux est situé dans le département français du Rhône sur la commune de Jarnioux, au nord-ouest de Lyon, à l'extrémité du bourg, à flanc de coteau, sur une crête dominant la vallée du Morgon et le vallon de l'Ombre.

## Étymologie
Sur le plan étymologique, Jarnioux vient de « Gernioscus », nom d'un domaine ayant appartenu au gallo-romain Gernios.

## Histoire
La première mention connue du château date de 1284[réf. nécessaire].
Le château est fondé par la famille de Gleteins à la fin du XIIIe siècle ou au début du XIVe siècle. Ils se disent depuis 1286 au moins seigneur de Jarnioux, mais ils ne feront hommage de leur château au sire de Beaujeu qu'en 1320 et ensuite en 1380.
Les principales familles qui se sont succédé à Jarnioux sont les suivantes :
Gleteins
- Cette famille, originaire de la Dombes, possède Jarnioux de la fin du XIIIe siècle au milieu du XVe siècle.
- Simon de Gleteins, mort en 1329, est coseigneur de Jarnioux.
- Louis de Gleteins, chevalier de l'ordre de Saint-Jean de Jérusalem, fait don à sa mort de mille écus pour la construction d'un pont sur l'Azergues.
- Vers 1497, Albert de Gleteins n'hésite pas à profiter du désordre occasionné par le passage de l'armée de Charles VIII pour piller les villages alentour. Il est contraint de payer une lourde rançon à l'abbé d'Ainay qui assiège le château.

Propières
- Les Propières tiennent le fief jusqu'au milieu du XVIe siècle.

Henry
- Guillaume Henry (d)  échevin de Lyon et son frère Jean sont coseigneurs de Jarnioux.
- Jean Henry (d)  ( -1593), fils de Guillaume et de Blanche de Passy, et qui épouse Bonne de Besine, est seul seigneur de Jarnioux ; il est Receveur Général des provinces de Lyonnais, Bourgogne, Auvergne, Dauphiné, Provence, Languedoc et Berry.
- Guyot Henry (d) , fils des précédents, épouse Claudine Croppet et fait une carrière militaire.
- François, leur fils et successeur, épouse Marie Thibault ; il est avocat au parlement de Paris.
- Leur fils, Guillaume, également avocat au parlement de Paris, épouse en 1692 Louise du Mellier dont il n'aura pas d'enfant.

Ménardeau
- Catherine Henry, fille de François, épouse en secondes noces Claude Ménardeau, seigneur de Champré, doyen de la grand-chambre ; on a dressé de ce dernier un portrait peu flatteur ; « Il étoit veuf, et n'avoit pas été trop heureux en premières noces… il étoit riche, il avoit cinquante ans, petit, de fort mauvaise mine, et à tel point, qu'un laquais lui donna un soufflet au palais, le prenant pour un huissier de la chambre des eaux et forêts. Il le fit prisonnier, et lui pardonna, lorsqu'il ne tenoit qu'à lui de le faire pendre. »[4].

Lostanges
- Marie Renée Ménardeau ( -1709), fille et héritière des précédents, épouse François Louis de Lostanges ( -1692), chevalier, marquis de Béduer.
- Laurent, sixième fils des précédents, dit le « chevalier de Beduer », hérite de la seigneurie de Jarnioux ; lieutenant-colonel du régiment d'Aquitaine, il épouse Jeanne Desmarets.
- Leur second fils, Louis de Lostanges (1734-1758), seigneur de Jarnioux, est tué à la bataille de Lutzelberg.

Sahuc de Planhol
- Jacques Michel Sahuc de Planhol, qui acquiert la seigneurie, est Trésorier de France en la généralité de Grenoble ; il épouse en 1747 Marie Anne Vaquet.

Clavière
- En 1779, Charlotte (1756-1830), fille et héritière des précédents, épouse Gabriel de Clavière (1747-1824), conseiller du roi en la sénéchaussée et siège présidial de Lyon, qui devient ainsi seigneur de Jarnioux. Leurs descendants sont toujours propriétaires du château, qui est parfois appelé « château de Clavière ».

## Armoiries
- Henry : d'argent, au cœur de gueules, marqué du nom de Jésus à l'antique d'or ; au chef d'azur, chargé d'un lion léopardé d'argent ; devise : DEDIT ILLI NOMEN QUOD EST SUPER OMNE NOMEN
- Lostanges : d'argent, au lion de gueule armé, lampassé, couronné d'azur, accompagné de cinq étoiles de gueules, mises en orle
- Sahuc de Plahol : d'or à trois rameaux de sinople plantés sur une terrasse du même et arc en chef d'un cœur enflammé de gueules soutenu d'un vol de sinople
- Clavière : écartelé : aux 1 et 4 d'azur au lion d'or soutenant de sa dextre une été (sic) d'argent, à la fasce de gueules brochante ; aux 2 et 3 de gueules à la main gantée d'argent mouvante du flanc dextre de l'écu, tenant deux faucons d'or longés de sable

## Description
Le château se présente comme une enceinte pentagonale que commande, dressé du côté de l'attaque, un grand donjon cylindrique. Les autres angles sont pourvus de tours rondes. Précédant cet ensemble, une barbacane carrée, encadrée par deux flanquements circulaires, est fermée par une tour-porte qui commandait un pont-levis. La chapelle castrale établie au-dessus de l'entrée principale lui donnait sa protection symbolique.
Le château se compose de bâtiments de styles différents, témoins des remaniements réalisés au cours des siècles. La construction d’origine, en pierres dorées du Beaujolais, date du XIIIe siècle. Six tours, dont le donjon qui atteint 30 mètres de hauteur, ont été ajoutées par la suite. Une aile Renaissance serait l’œuvre de l’architecte lyonnais Philibert Delorme.
L’entrée monumentale comportait un pont-levis, aujourd'hui remplacé par un pont de maçonnerie mais dont il subsiste des traces bien visibles. Au-dessus de la porte, on découvre les armoiries de la famille Henry.

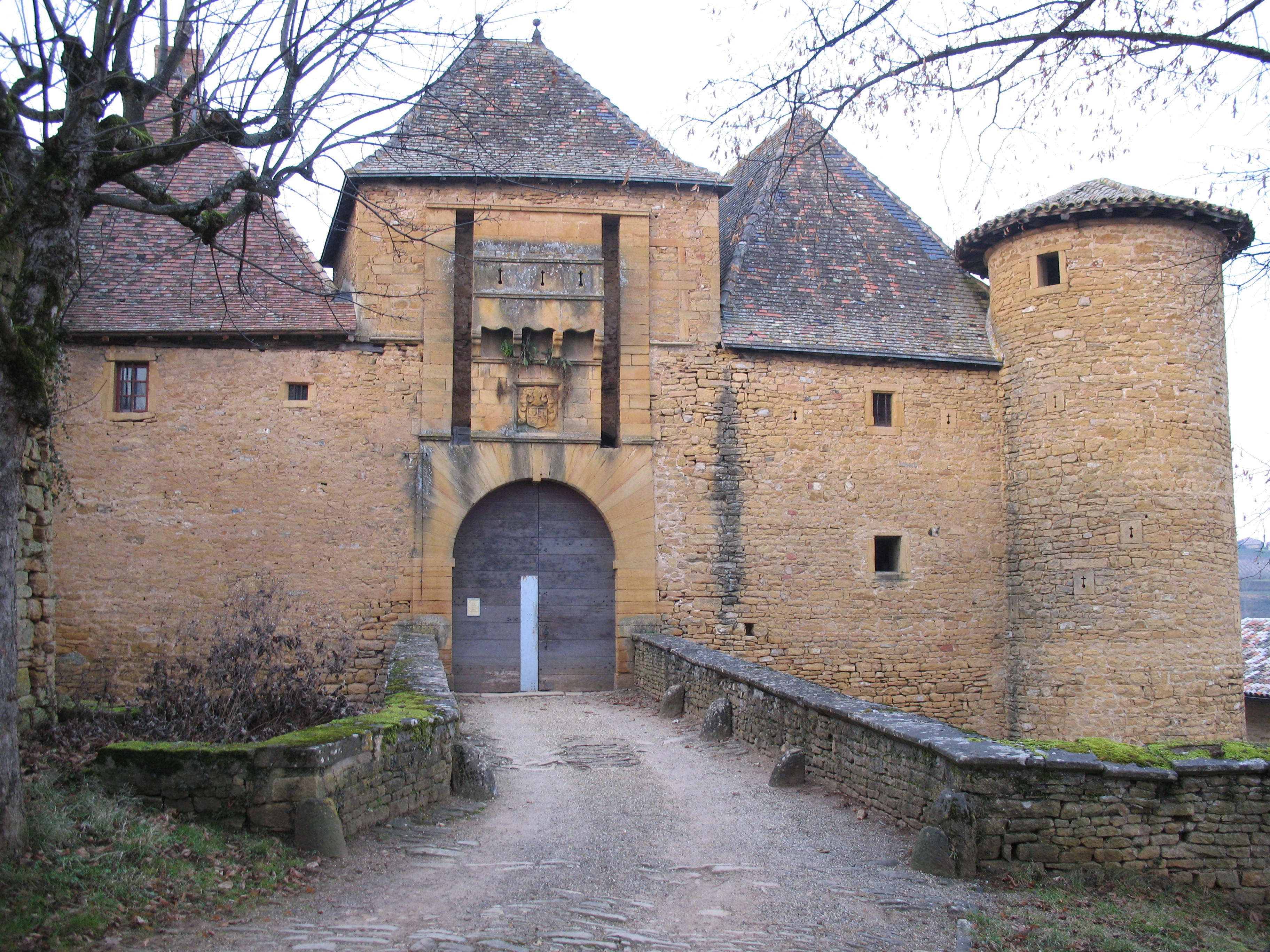
Entrée.
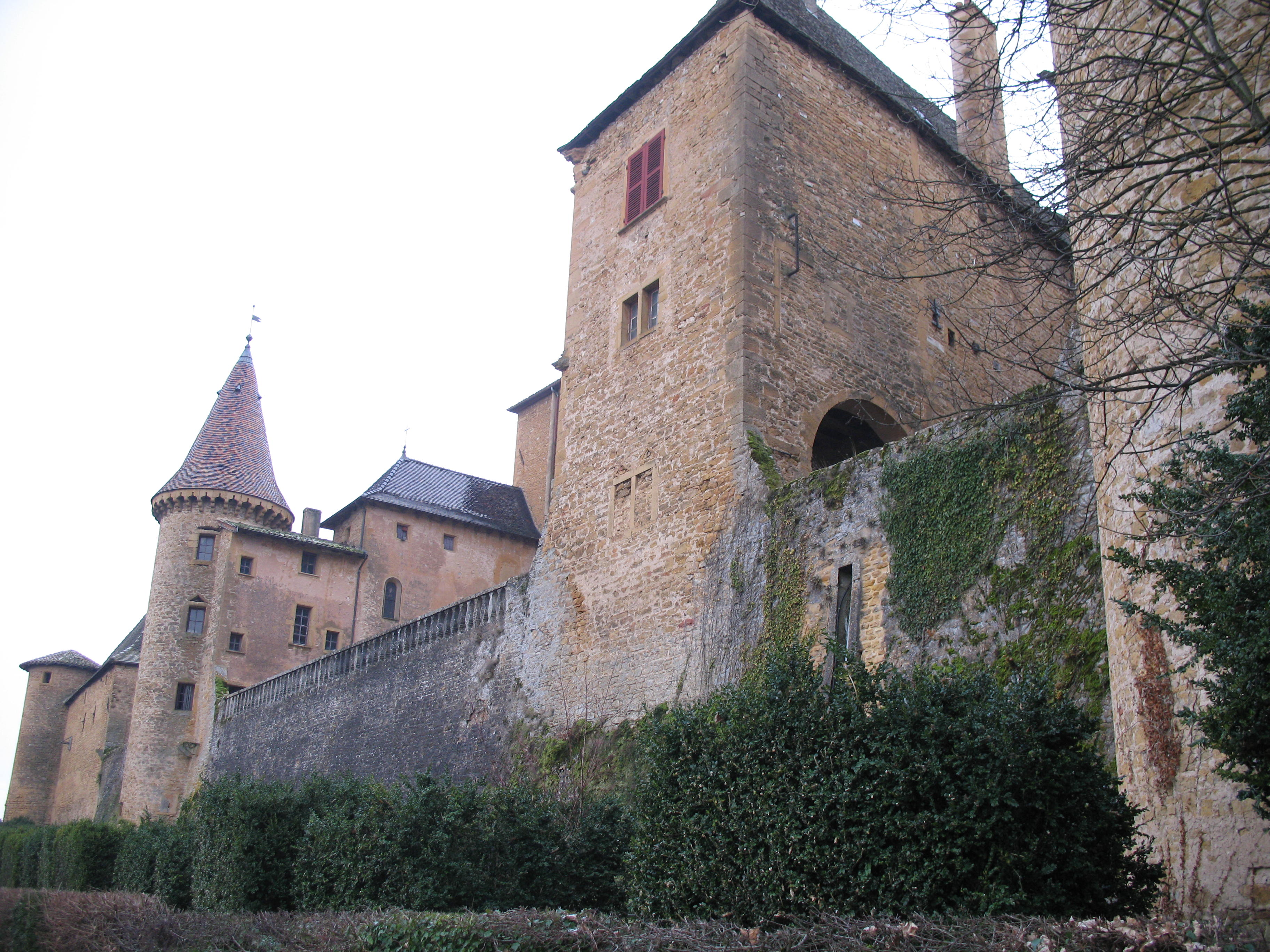
Façade nord est.
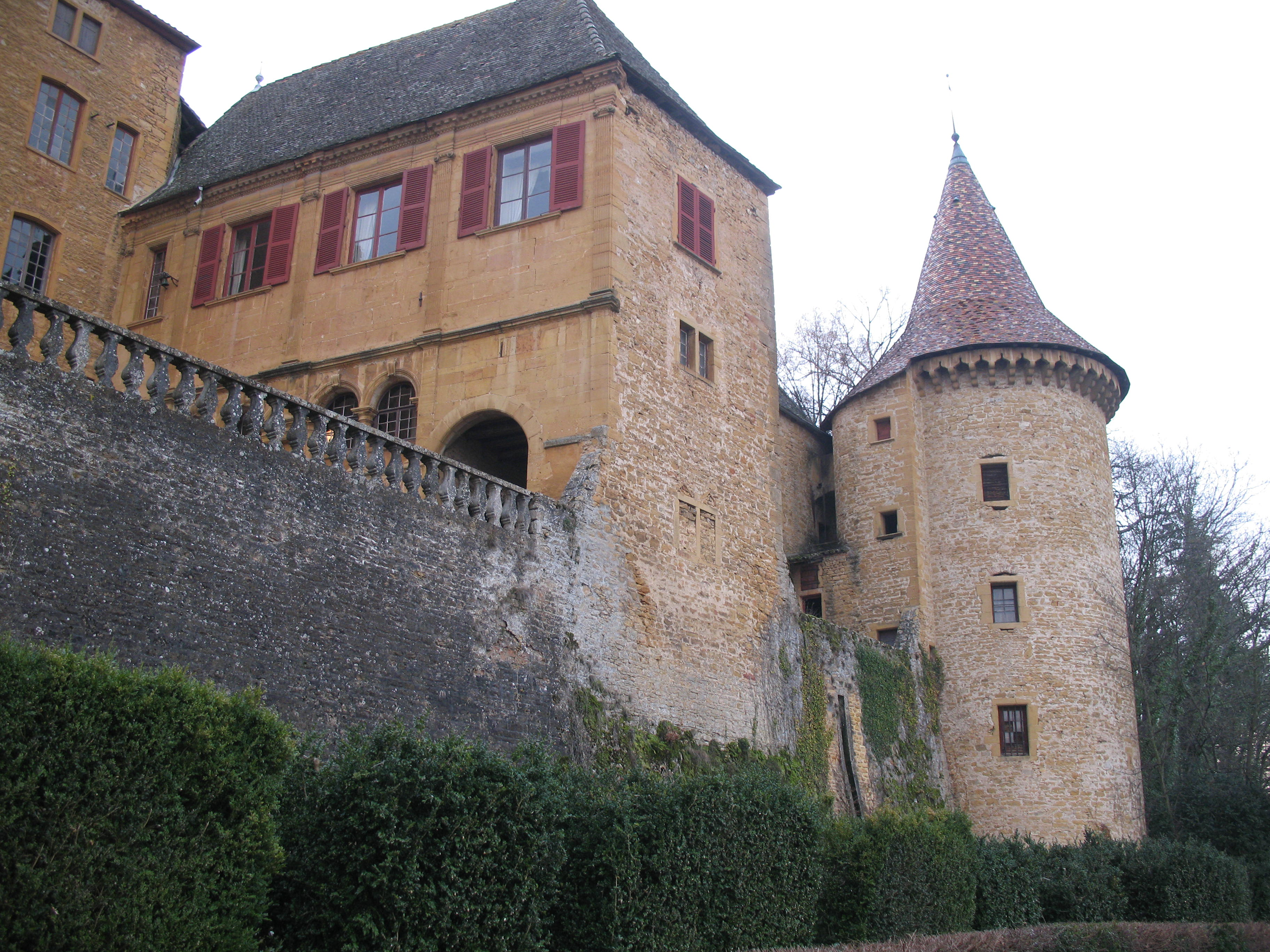
Façade nord est.

Le site et le parc sont aussi inscrits.